# Conventie
Een conventie is een gangbare of verwachte manier van handelen binnen een groep of gemeenschap.

## Dimensies
De aard van de conventie wordt bepaald door een aantal dimensies, zoals meerdere of mindere mate van verplichting en bewustheid, alsook door de situatie.

### Verplichting
De ene conventie heeft een zeer vrijblijvend karakter, terwijl een andere dwingend van aard is, en weer andere worden gekenmerkt door een grote variëteit aan verplichtheid.
- Weinig dwingend: de conventie dat men willekeurige voorbijgangers op straat groet, kan in Nederland en België zonder gevolgen worden genegeerd.
- Gematigd dwingend: dat men een superieur met “u“ aanspreekt, is in de ene situatie dwingender voorgeschreven dan in de andere. Het schenden van een conventie kan door anderen als beledigend worden ervaren.
- Onontkoombaar: dat men een bundel papieren bladen, gebonden in harde kaft, bedrukt met tekst en van een zekere omvang, in het Nederlands “boek” noemt, is een verplichting waaraan de taalgebruiker niet ontkomt: hij kan niet naar believen van “knart” of “sjof” spreken.

Hoewel een dwingende conventie gelijkenis vertoont met een wet, is het verschil dat de conventie een afspraak of gewoonte behelst, de wet een voorschrift. 
- De woordvorm “boek” is willekeurig tot stand gekomen, en berust op een conventie. De Nederlandse taal schrijft voor dat de klankvolgorde vast ligt: “koeb” wordt niet begrepen of als onzinnig beschouwd.

Wel kunnen conventies bij wet bekrachtigd worden. Bijvoorbeeld in Nederland en België rijdt men aan de rechterkant van de weg, terwijl in het Verenigd Koninkrijk aan de linkerkant. Beide conventies werken even goed. Doorgaans wordt bij conventies een element van subjectiviteit tot objectieve norm verheven wat tot wrevel aanleiding kan geven: de spellingwijzigingen van de Nederlandse taal zijn een bekend voorbeeld.

### Bewustheid
Van sommige conventies zijn de deelnemers zich zeer bewust, terwijl andere onopgemerkt worden toegepast. Ook hier weer zijn vele tussenvormen mogelijk.
- Weinig bewust: een lezer staat er doorgaans niet bij stil dat de roman waarin hij verdiept is, in de verleden tijd is geschreven. Hij houdt zich er ook niet mee bezig dat de woorden die hij leest, hun willekeurig ontstane, maar thans vastliggende vorm (zie boven) aannemen.
- Gematigd bewust: het groeten van bekenden is een halfautomatische handeling.
- Zeer bewust: het in acht nemen van twee minuten stilte tijdens een dodenherdenking is een zeer bewuste, zelfs expliciet voorgeschreven conventie, waarbij zelfs deelelementen zijn omschreven (vlag halfstok, de aanwezigen nemen staande deel, muziek luidt het einde in).

### Situatie
Een conventie is geen vaststaand gegeven, maar is van een aantal factoren afhankelijk, waaronder:
- De omgeving: bij plechtige gelegenheden kleedt men zich anders dan bij informele; ook al kan in sommige omgevingen  van deze afspraak gemakkelijker worden afgeweken dan elders. In zwembroek het terras op? Dat hangt ervan af. In zwembroek de rechtszaal in? Onwaarschijnlijk.

- De tijd: de conventie dat heren opstaan wanneer een dame het vertrek betreedt, behoort goeddeels tot het verleden. De kerstboom is juist een recenter ontwikkeling, en deed ongeveer een eeuw geleden zijn intrede. De conventie iemand een Valentijnskaart te sturen, is in Nederland van nog recenter datum, en is (nog) geen gemeengoed geworden.

- De plaats: in sommige, vaak hechte gemeenschappen in Nederland is het gebruikelijk dat men elkaar bij tegenslag, vaak letterlijk, “uit de brand” helpt. Vergelijkbare vormen van burenhulp komen bijvoorbeeld in Indonesië voor. In grote westerse steden daarentegen heeft deze conventie plaats gemaakt voor private  en politieke bemoeienis: de verzekering dekt de schade, de overheid verschaft een uitkering.

Deze factoren zijn vaak weer van elkaar afhankelijk: situatie en plaats zijn bijvoorbeeld niet altijd van elkaar los te zien.

## Domeinen
Conventies doen zich voor in verschillende domeinen, zoals in dat van kunst en cultuur, dat van het maatschappelijk verkeer, en dat van de taal. Een specifieke betekenis heeft het woord nog in het internationaal recht.

### Kunst en cultuur
Conventies in de kunst zijn doorgaans tijdgebonden, en houden soms, maar niet noodzakelijkerwijze, verband met de cultuurhistorische periode waartoe een werk behoort. Enkele willekeurige voorbeelden uit literatuur en muziek zijn de volgende.

#### Muziek
- De klassieke symfonie telde vier delen.
- De sonate diende aan bepaalde vormconventies te voldoen.
- Een strijkkwartet is niet samengesteld uit vier willekeurige strijkinstrumenten: de conventie schrijft voor dat het twee violen, een altviool en een violoncello zijn.
- De dirigent maakt een buiging om het publiek in de concertzaal voor het applaus te bedanken.

### Maatschappelijk verkeer
Conventies zijn merkbaar in alle aspecten van het maatschappelijk verkeer: in gesprekken, in het contact tussen de geslachten, in de kleding, en bij speciale gelegenheden.

#### Taalgebruik
Het maatschappelijk verkeer komt deels tot uiting in het taalgebruik.
- Men groet de collega's wanneer men op het werk verschijnt, of de werkdag beëindigt.
- De conventie schreef tot enkele decennia geleden voor dat de vraag “Hoe gaat 't?” werd beantwoord met “Goed!”. Tegenwoordig is er ook ruimte voor een meer inhoudelijk antwoord, hoewel hier weleens asymmetrie in de conventiebeleving kan optreden: “Hoe gaat het?” “Nou, ik heb een beetje last van...” ”O, mooi!” — waarbij blijkbaar de ene gesprekspartner een formeel antwoord incalculeert, de andere een inhoudelijk.
- Intonatie en woordgebruik zijn vaak conventioneler dan de sprekers zelf beseffen. Zonder zich ervan bewust te zijn, spreken zij anders tegenover een mindere dan tegen een superieur, en weer anders tegen familieleden.
- Tamelijk onbewust is ook het gebruik van inkledingen. Taaluitingen die in hun directe vorm als te confronterend worden ervaren, ondergaan een vormverandering:
  - Een opdracht wordt ingekleed als vraag, en in plaats van “Geef me dat boek aan!” zegt men “Kun je me dat boek misschien aangeven?”
  - Een weigering wordt ingekleed als aarzeling, of er wordt omheen gepraat. Zo kan in een cultuur waar een weigering als belediging zou worden opgevat, de gespreksgenoot in zijn waarde worden gelaten doordat men niet “Nee” zegt, maar “Misschien”; er is geen gezichtsverlies geleden, maar de hoorder weet genoeg. Op dezelfde manier kan “Ja, interessant idee!” in weer andere culturen een conventie zijn om de werkelijke reactie (“Ik voel er niks voor!”) te coderen, en ook hier weer kan de gesprekspartner de boodschap zonder relationele schade decoderen.

#### Mannen en vrouwen
De omgang tussen mannen en vrouwen, hoewel aan verandering onderhevig, is sterk conventioneel bepaald.
- De conventie “Dames gaan voor” heeft de laatste decennia aan dwingendheid ingeboet.
- Dit geldt voor meer intergeslachtelijke regels en algemene regels van etiquette: niet langer is het vanzelfsprekend dat een dame die wil roken, met een onaangestoken sigaret in haar vingers blijft zitten wachten, en een heer toesnelt om haar vuur te geven. (gezien de hedendaagse anti-rook attitudes een nog weinig frappant voorbeeld!!)
- Deuren worden wat minder vanzelfsprekend voor een ander opengehouden.

#### Kleding en gelegenheid
Kledingconventies en gelegenheidsconventies vullen elkaar deels aan.
- Kledingconventies worden mede gedicteerd door de wens niet uit de toon te vallen. Er zijn soorten kleding die, hoewel voor een buitenstaander geheel aanvaardbaar, door scholieren onmogelijk gedragen kunnen worden: zij zouden zich onmiddellijk buiten de groep plaatsen, er niet meer bij horen.
- Men kan ernstig tegen een conventie zondigen door werkkleding met vakantiekleding te verwisselen; een veel lichtere zonde is doorgaans het dragen van een “foute” stropdas — of in het geheel geen.
- Ook hier is de situatie van belang. Enkele jaren geleden werd een staatssecretaris in de Eerste Kamer niet te woord gestaan voordat hij  een stropdas had omgedaan.
- Speciale gelegenheden kunnen een zo conventioneel karakter dragen dat er van een ritueel kan worden gesproken. Bij een promotieplechtigheid zijn de kleding, de aanspreekvormen, het verdere taalgebruik, de positionering in de ruimte, zelfs de richting waarin men kijkt, deels door de conventie bepaald.
- Niet minder ritueel is de toedracht op Prinsjesdag, wanneer het uitspreken van de Troonrede met rigide conventies gepaard gaat: kleding, volgorde van binnenkomst, volgorde van gaan zitten, aanhef van de rede, beurtenwisseling, toejuiching en vele andere elementen liggen vast.

### Taal
Talen kennen zowel wetten als conventies. Enkele voorbeelden van conventies volgen hieronder.
- Zo is een conventie van het Nederlands (die vaak niet als conventie wordt onderkend) dat een lichtbron “lamp” wordt genoemd. Dit is geen wet, want de vorm is arbitrair, en had even goed “malp” kunnen zijn. De (stilzwijgende) afspraak dat het echter “lamp” is, is niet door de ene partij aan de andere opgelegd, en is daardoor geen wet. De conventie is wel dwingend: zij bindt alle leden van de taalgemeenschap.
- Spelling is goeddeels conventie en hiervan is de gebruiker zich doorgaans juist heel goed bewust: de regels en voorschriften zijn op afspraken gebaseerd, die heel goed anders zouden kunnen zijn.
- Ook interpunctie is een conventie. Dat er heel goed zonder leestekens kan worden geschreven, hebben auteurs als William Faulkner bewezen; dat leestekens onconventioneel kunnen worden gebruikt, ziet men bij een schrijver als C.C. Krijgelmans. Een zin begint met een hoofdletter en eindigt met een punt: dit is niet meer dan een afspraak; geen wet maar een conventie.
- Woorden worden gescheiden door een spatie. Ook dit is een conventie, en een die nogal eens voor moeilijkheden zorgt. Het Engels past deze gewoonte anders toe dan het Nederlands.

### Internationaal recht
In het internationaal recht wordt het woord conventie nog gebruikt in de betekenis van “verdrag”. Het wordt tussen soevereine staten gesloten, en is als zodanig een afspraak. De burgers van de deelnemende staten zijn pas aan de afspraak gebonden als die vervolgens bij wet is geratificeerd. Niet de conventie bindt, maar de wet. 
Overigens is het ook mogelijk dat de conventie rechtstreeks bindend is, maar dat is dan gebaseerd op eerdere wetten.

## Connotatie
Het bijvoeglijke naamwoord conventioneel betekent "gewoon", het tegenovergestelde van alternatief. Het heeft soms, maar niet altijd, een negatieve connotatie; die bijbetekenis is dan "geestloos, onorigineel". Bij conventie, het zelfstandig naamwoord, is dat niet of nauwelijks het geval.